# Feignies
Feignies település Franciaországban, Nord megyében. Lakosainak száma 6727 fő (2022. január 1.). Feignies La Longueville, Vieux-Mesnil, Gognies-Chaussée, Maubeuge és Neuf-Mesnil községekkel határos.

## Népesség
A település népességének változása:
| Lakosok száma | 7103 | 7006 | 7040 | 6881 | 6854 | 6809 | 6763 | 6752 | 6727 |
|               | 2013 | 2015 | 2016 | 2017 | 2018 | 2019 | 2020 | 2021 | 2022 |